# Kinoautomat
«Кіноавтомат» (чеськ. Kinoautomat) — революційний кінопроєкт, пов'язаним із так званою чеською новою хвилею, представлений на всесвітній виставці Експо-67 у Монреалі. Автор проєкту — Радуз Чинчера, сценарист — Павел Юрачек, режисери — Ян Рогач і Владімір Світачек, відповідальний за технічне рішення — Ярослав Фріч.

## Опис проєкту
Основою проєкту став перший у світі інтерактивний фільм «Чоловік і його дім» (дубльований англійською мовою), який розповідав про життя досить незграбного пана Новака. Головну роль у фільмі зіграв Мірослав Горнічек. У ключові моменти фільму глядачі могли приймати рішення та впливати на подальший розвиток подій на екрані. У ці моменти Мірослав Горнічек виходив на сцену та намагався у жартівливій формі пояснити глядачам важливість кожного конкретного рішення. Незважаючи на те, що актор не володів англійською мовою, він фонетично вивчив вимову усіх реплік.
Можливість глядачів впливати на історію була лише ілюзією, оскільки обидва варіанти історії завжди мали однакові наслідки.

## Покази за кордоном
Завдяки геніальній ідеї та видовищності «Кіноавтомат» став хітом виставки. Paramount Pictures і Universal Studios виявили інтерес до проєкту, але Радуз Чинчера не мав право особисто пропонувати витвір чехословацького державного кінематографу. Фільм було передано за дуже низьку ціну до іноземної виробничої компанії зі зобов'язаням показувати його публіці. Він був показаний лише у 1968 році в Техасі на всесвітній виставці HemisFair. Після судового процесу в США його дозволили знову показати на всесвітній виставці Експо-74 у місті Спокан (Вашингтон). Фільм знову став популярним, хоча і не так сильно, як у 1967 році.

## Покази в Чехословаччині
У Чехословаччині запуск проєкту вимагав дорогої реконструкції празького кінотеатру «Свєтозор»: було встановлено спеціальну технічну кабінку, гримерку за екраном, а також декілька сотень пристроїв для голосування зі зеленою та червоною кнопками, щоб кожен із глядачів міг особисто впливати на перебіг подій. Чехословацьку прем'єру, яка відбулася у 1968 році, проводили Мирослав Горнічек та Зузана Нойбауерова. Покази фільму відбувалися два та більше разів на день, тому головну роль виконували також і інші актори: Едуард Грубеш, Саскія Бурешова, Вацлав Чапек, Ярослава Паниркова та Реґіна Разлова).
Популярність фільму поступово спадала, у 1971 році кожен показ відвідували в середньому 10-15 осіб, технічне обладнання все більше виходило з ладу, а у 1972 році радянська цензура офіційно заборонила фільм «з ідеологічних міркувань».

## Покази в Чехії
У 1990-х роках фільм двічі показувало чеське телебачення. Він транслювався одночасно на двох каналах (ČT1 і ČT2), на кожному каналі йшла відповідна паралельна версія. Глядачі обирали подальший перебіг подій перемикаючи канали у визначені моменти.
У 2006 році Чеський центр у Лондоні представив оновлену прем'єру «Кіноавтомату» в Британському інституті кінематографії. Тоді ж було анонсовано майбутній вихід фільму на DVD, а також супровідної книги.
29 травня 2007 року Алена Чинчерова, донька винахідника «Кіноавтомату», представила оновлену прем'єру фільму у кінотеатрі «Свєтозор». У оновленому кінотеатрі з цифровою проекцією голосування відбувалося за допомогою пультів дистанційного керування, а модераторами були Томаш Матонога, Едуард Грубеш та Йозеф Полашек.
У квітні 2008 року було видано інтерактивний DVD. У цій версії фільму в ключові моменти, коли глядач має зробити вибір, на екрані з'являвся модератор. У чеській версії DVD цю роль виконував Едуард Грубеш.
Оновлена версія «Кіноавтомату» була показана вже у 15 країнах світу. У 2017 році відзначалося 50-річчя проєкту.

## Продовження
У 1985 році Чехословацьке телебачення транслювало тринадцятисерійний інтерактивний серіал «Негаразди кухаря Сватоплука» (сценарист — Ярослав Дітль, режисер Франтішек Філіп). Показ серії декілька разів переривали, і приблизно 150 глядачів у студії за допомогою спеціальних приладів приймали рішення за головного героя серіалу, роль якого виконував Йозеф Дворжак.
Починаючи з другої серії, автори вирішили залучити до голосування і глядачів біля телевізійних екранів. Вони просили глядачів голосувати шляхом вмикання та вимкнення освітлення в квартирах. При цьому диспетчери спостерігали за відхиленням у споживанні електроенергії по всій країні. Пізніше телекамера почала фіксувати освітлення вікон у житловому масиві Богніце в Празі.
Автор ідеї проєкту Радуз Чинчера дистанціювався від серіалу, заявивши, що проєкт вийшов вкрай невдалим.